# A Marvada Carne
A Marvada Carne é um filme de 1985, produzido por Cláudio Kanhs, da Tatu Filmes, dirigido por André Klotzel e estrelado por Fernanda Torres, Adilson Barros e Regina Casé. Ganhou onze prêmios no Festival de Gramado, no mesmo ano em que foi lançado, incluindo Melhor Filme pelo Júri Oficial e pelo Júri Popular. Em novembro de 2015 o filme entrou na lista feita pela Associação Brasileira de Críticos de Cinema (Abraccine) dos 100 melhores filmes brasileiros de todos os tempos.

## Sinopse
A Marvada Carne é uma comédia que mostra as hilariantes aventuras de Carula (Fernanda Torres), uma garota simples, do interior, que tem um grande sonho na vida: casar-se. E para isso ela está disposta a tudo.

## Elenco[3]
| Ator/Atriz          | Personagem        |
| ------------------- | ----------------- |
| Fernanda Torres     | Carula            |
| Adilson Barros      | Quim              |
| Dionísio Azevedo    | Nhô Totó          |
| Geny Prado          | Nhá Policena      |
| Lucélia Machiavelli | Nhá Tomasa        |
| Regina Casé         | Mulher Diaba      |
| Nelson Triunfo      | Curupira          |
| Paco Sanches        | Serafim           |
| Tonico & Tinoco     | Dupla caipira     |
| Chiquinho Brandão   | Malandro          |
| Tio Celso           | Preto Velho       |
| Henrique Lisboa     | Padre             |
| Noemi Gerbelli      | Caipirinha        |
| Nereide Bonamico    | Mulher de Serafim |